# Veleropilina brummeri
Veleropilina brummeri is een Monoplacophorasoort uit de familie van de Neopilinidae. De wetenschappelijke naam van de soort is voor het eerst geldig gepubliceerd in 1993 door Goud & Gittenberger.